# محاصره کاله
محاصره کاله (چووشی) در پایان نبرد کرسی و زمانی رخ داد که ارتش انگلستان به فرماندهی ادوارد سوم توانست با موفقیت، شهر کاله را در هنگامهٔ جنگ صدساله محاصره نماید.